# Yeşilköy, Akçakoca
Yeşilköy là một xã thuộc huyện Akçakoca, tỉnh Düzce, Thổ Nhĩ Kỳ. Dân số thời điểm năm 2010 là 207 người.